# Sixto Zambrano
Pour les articles homonymes, voir Sixto et Zambrano.
Sixto Zambrano est l'une des trois paroisses civiles de la municipalité de Rosario de Perijá dans l'État de Zulia au Venezuela. Sa capitale est San Ignacio.